# Special Olympics Iran
Special Olympics Iran (englisch) ist der iranische Verband von Special Olympics International, der weltweit größten Sportbewegung für Menschen mit geistiger Beeinträchtigung und Mehrfachbeeinträchtigung. Ziel ist die sportliche Förderung dieser Personengruppe und die Sensibilisierung der Gesellschaft für sie. Außerdem betreut der Verband die iranischen Athletinnen und Athleten bei den Special Olympics Wettbewerben.

## Geschichte
Special Olympics Iran wurde 2000 mit Sitz in Teheran gegründet.

## Aktivitäten
2016 waren 8.861 Athletinnen, Athleten und Unified Partner sowie 388 Trainer bei Special Olympics Iran registriert.
Der Verband nahm 2017 an den Programmen Athlete Leadership, Healthy Athletes und Family Forum teil, die von Special Olympics International ins Leben gerufen worden waren.

### Sportarten
Folgende Sportarten wurden 2017 vom Verband angeboten:
- Badminton (Special Olympics)
- Boccia (Special Olympics)
- Floor Hockey (Special Olympics)
- Fußball (Special Olympics)
- Handball (Special Olympics)
- Kraftdreikampf (Special Olympics)
- Leichtathletik (Special Olympics)
- Radsport (Special Olympics)
- Schneeschuhlaufen (Special Olympics)
- Schwimmen (Special Olympics)
- Tischtennis (Special Olympics)

### Teilnahme an Weltspielen vor 2020 (Auswahl)
(Quelle: )
- 2007 Special Olympics World Summer Games, Shanghai, China (50 Athletinnen und Athleten)
- 2009 Special Olympics World Winter Games, Boise, USA (2 Athletinnen und Athleten)
- 2011 Special Olympics World Summer Games, Athen (60 Athletinnen und Athleten)
- 2015 Special Olympics World Summer Games, Los Angeles, USA (45 Athletinnen und Athleten)
- 2019 Special Olympics, World Summer Games, Abu Dhabi (33 Athletinnen und Athleten)[2]

### Teilnahme an den Special Olympics World Summer Games 2023 in Berlin
Special Olympics Iran nahm an den Special Olympics World Summer Games 2023 teil. Die Delegation wurde vor den Spielen im Rahmen des Host Town Program von Künzelsau betreut und bestand aus 36 Personen. Das Team gewann bei diesen Weltspielen drei Gold-, eine Silber- und fünf Bronzemedaillen.

### Teilnahme an Weltspielen nach 2023
- 2025 Special Olympics World Winter Games, Turin, Italien (4 Athletinnen und Athleten)[6]